# (33001) 1997 CU29
(33001) 1997 CU29 est un objet transneptunien faisant partie des cubewanos.

## Caractéristiques
(33001) 1997 CU29 mesure environ 175 km de diamètre.

## Orbite
L'orbite de 1997 CU29 possède un demi-grand axe de 43,451 ua et une période orbitale d'environ 286 ans. Son périhélie l'amène à 41,899 ua du Soleil et son aphélie l'en éloigne de 45,003 ua. Il s'agit d'un cubewano.

## Découverte
1997 CU29 a été découvert le 6 février 1997.